# ANZ Tasmanian International 1999
ANZ Tasmanian International 1999 — жіночий тенісний турнір, що проходив на відкритих кортах з твердим покриттям Міжнародного тенісного центру Гобарта в Гобарті (Австралія). Належав до турнірів Tier IVb в рамках Туру WTA 1999. Відбувся вшосте і тривав з 11 до 16 січня 1999 року. П'ята сіяна Чанда Рубін здобула титул в одиночному розряді й отримала 16 тис. доларів США.

## Фінальна частина

### Одиночний розряд
Чанда Рубін —  Ріта Гранде 6–2, 6–3
- Для Рубін це був єдиний титул в одиночному розряді за сезон і 2-й - за кар'єру.

### Парний розряд
Маріан де Свардт /  Олена Татаркова —  Алексія Дешом-Баллере /  Емілі Луа 6–1, 6–2

## Учасниці

### Сіяні учасниці
| Країна  | Гравчиня                | Рейтинг | Сіяна |
| ------- | ----------------------- | ------- | ----- |
| Франція | Жюлі Алар-Декюжі        | 20      | 1     |
| США     | Коріна Мораріу          | 33      | 2     |
| Іспанія | Вірхінія Руано Паскуаль | 32      | 3     |
| Франція | Сара Пітковскі          | 35      | 4     |
| США     | Чанда Рубін             | 31      | 5     |
| ПАР     | Маріан де Свардт        | 36      | 6     |
| Румунія | Руксандра Драгомір      | 37      | 7     |
| КНР     | Лі Фан                  | 40      | 8     |

### Інші учасниці
Нижче наведено учасниць, які отримали вайлдкард на участь в основній сітці:
- Аннабел Еллвуд
- Ніколь Пратт

Нижче наведено учасниць, що отримали вайлдкард на участь в основній сітці в парному розряді:
- Аннабел Еллвуд /  Ніколь Пратт

Нижче наведено учасниць, що пробились в основну сітку через стадію кваліфікації в одиночному розряді:
- Елс Калленс
- Міягі Нана
- Саманта Рівз
- Морін Дрейк

Як щасливий лузер в основну сітку потрапили такі гравц:
- Крістіна Бранді

Нижче наведено учасниць, що пробились в основну сітку через стадію кваліфікації в парному розряді:
- Лілія Остерло /  Машона Вашінгтон

Такі тенісистки потрапили в основну сітку як щасливий лузер:
- Квета Грдлічкова /  Тіна Кріжан